# Église Saint-Pierre d'Olopte
L'église Saint-Pierre d'Olopte (en catalan : Sant Pere d'Olopte) est une église romane située à Olopte, village dépendant de la commune espagnole d'Isòvol dans la comarque (région) de Basse-Cerdagne en Catalogne. 

## Historique
La paroisse d'Olopte est mentionnée pour la première fois dans l'« Acte de Consécration de la Cathédrale de la Seu d'Urgell » au Xe siècle.
L'église romane date des XIIe et XIIIe siècles, sauf le clocher qui est plus tardif.

## Architecture
L'église, édifiée sur une hauteur, se compose d'une nef unique à voûte ogivale et d'un chevet semi-circulaire.

### Le chevet
L'église possède un beau chevet roman semblable à ceux d'Hix et Estavar. Édifié en pierre de taille assemblée en grand appareil, il est surmonté d'une frise de dents d'engrenage. Cette frise, surmontée d'une corniche en biseau, est supportée par des modillons sculptés représentant des visages humains.

### Le portail méridional
La façade méridionale est ornée d'un portail qui figure parmi les plus beaux de Cerdagne (tant française qu'espagnole) avec ceux de Guils de Cerdanya, All, Saga, Llo et Vià.
Ce portail est très semblable à celui de l'église Sainte-Eugénie de Saga, à part qu'il est surmonté d'un arc légèrement brisé : il est encadré de deux paires de colonnes couronnées de chapiteaux sculptés et est surmonté d'une archivolte à cinq voussures. Deux de ces voussures sont ornées d'un arc torique (boudin). La voussure externe possède un biseau orné de personnages et de masques humains.
La façade présente également des corbeaux au-dessus du portail.

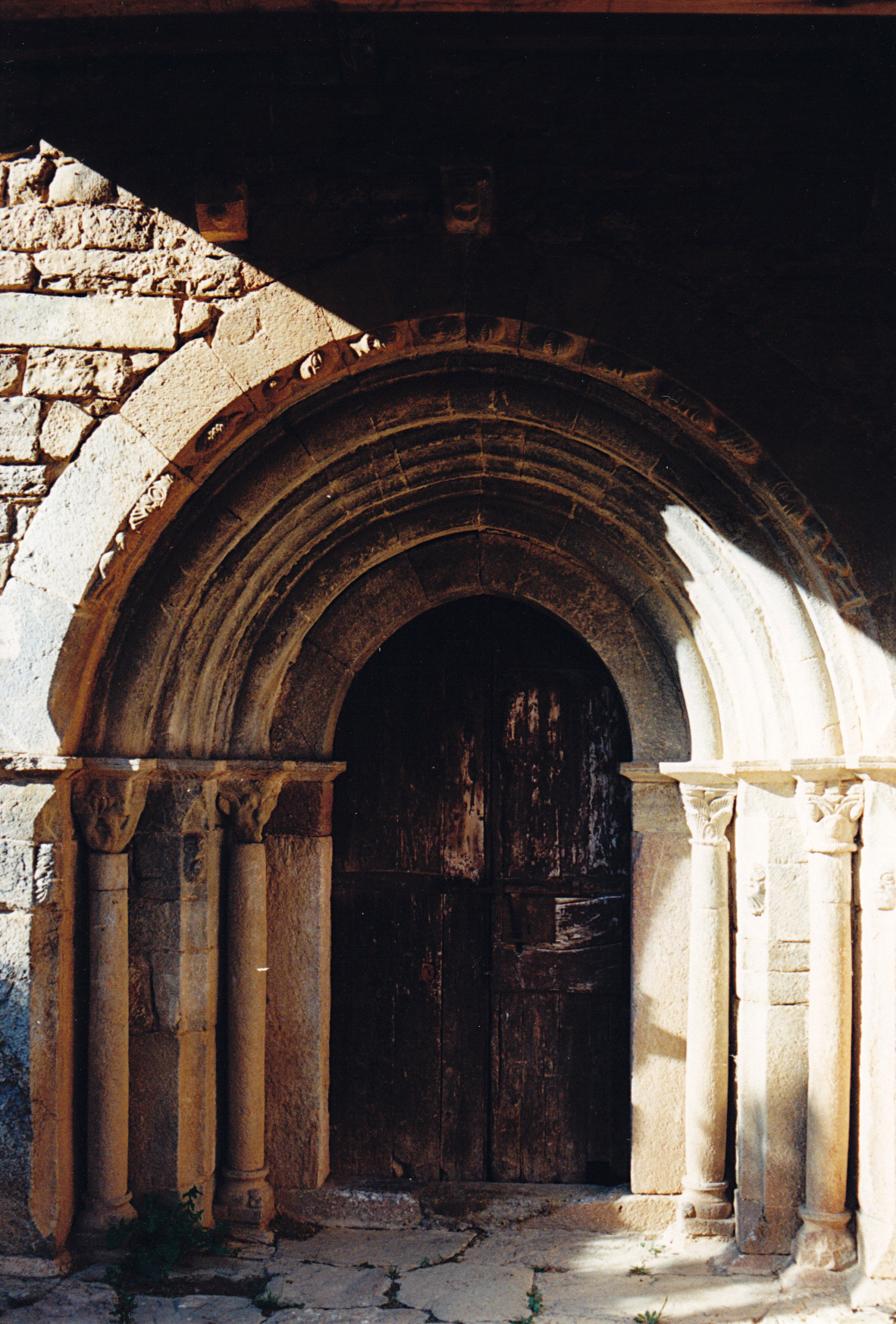
Le portail.
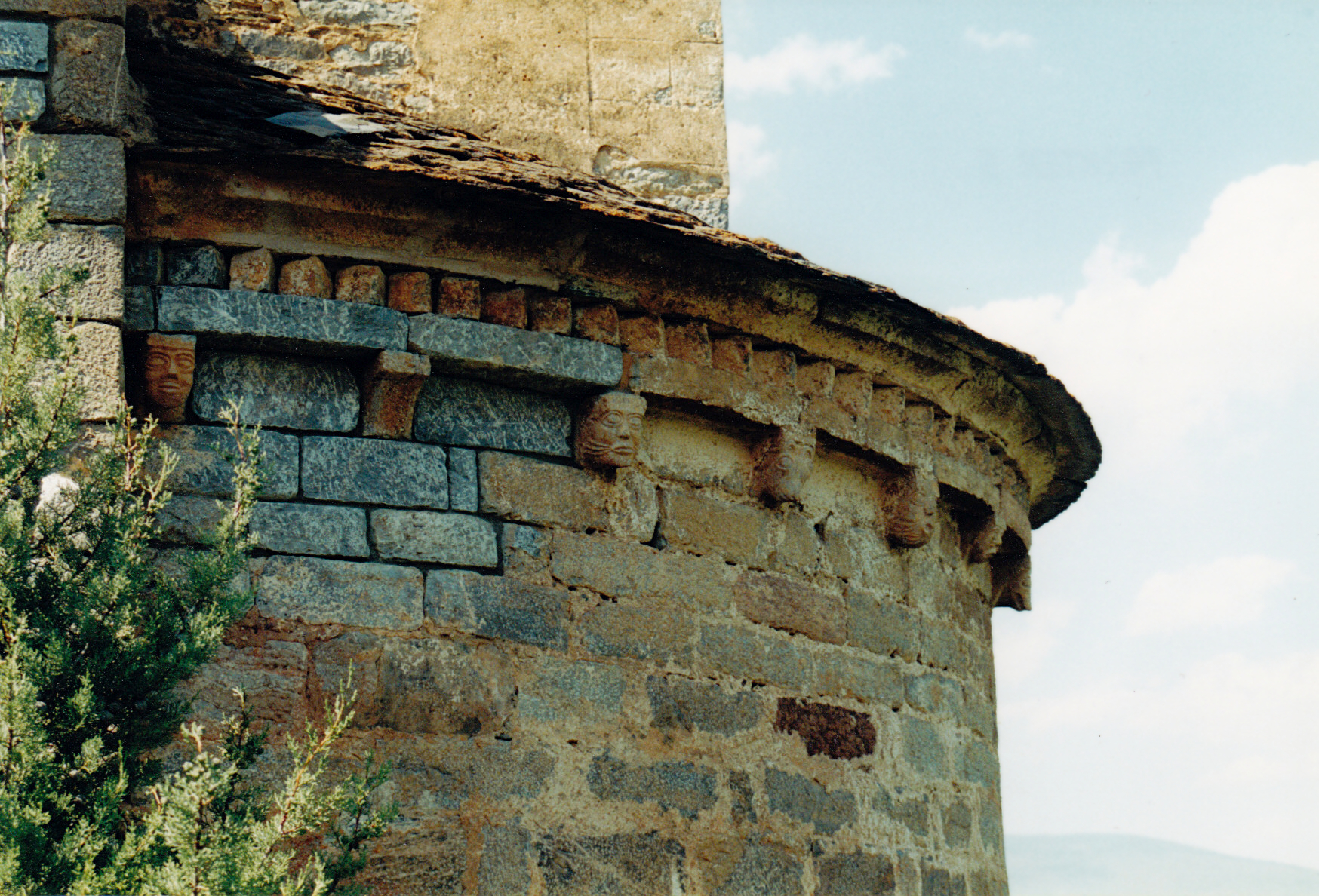
Les modillons et la frise de dents d'engrenage du chevet.
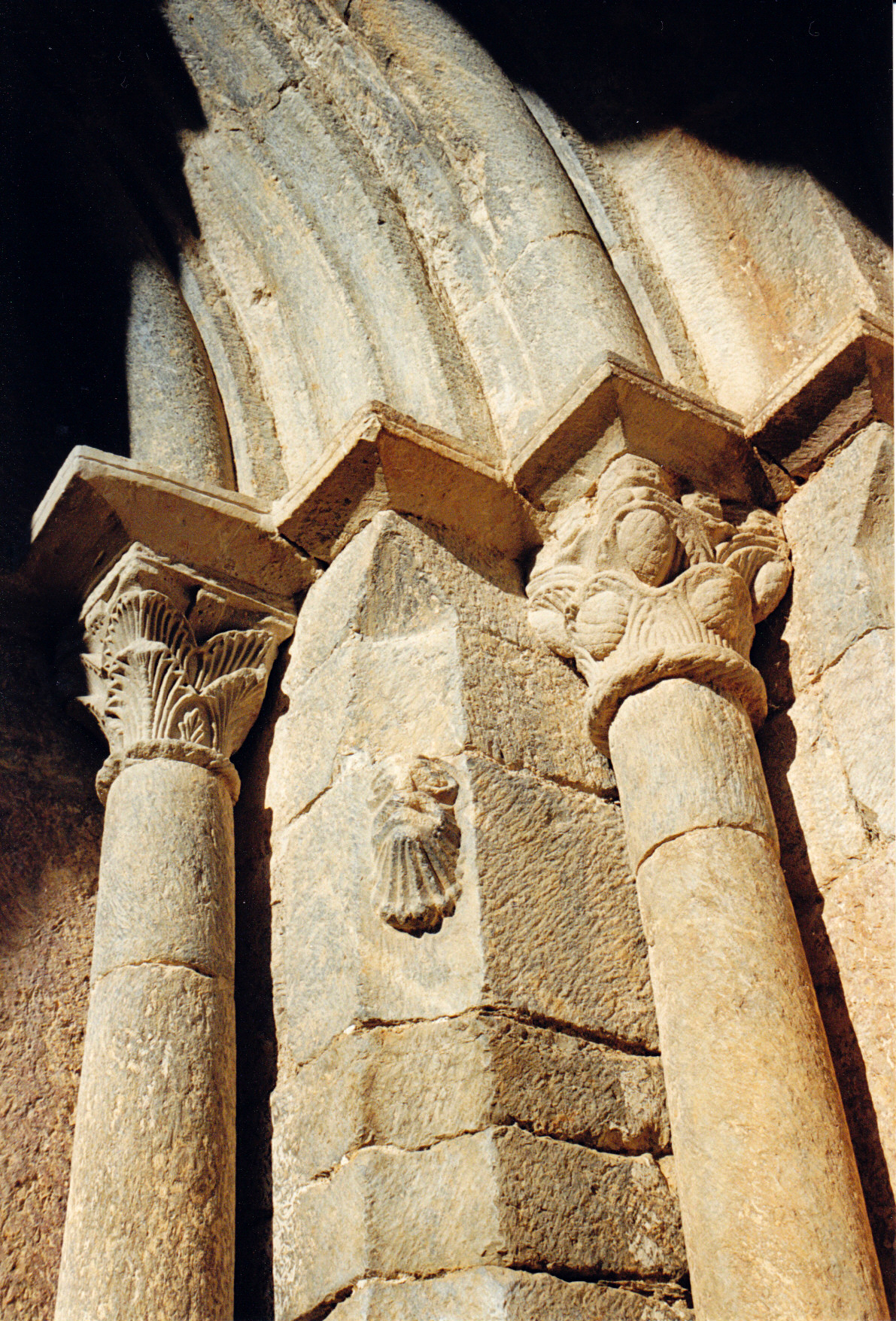
Masque humain entre les colonnes.
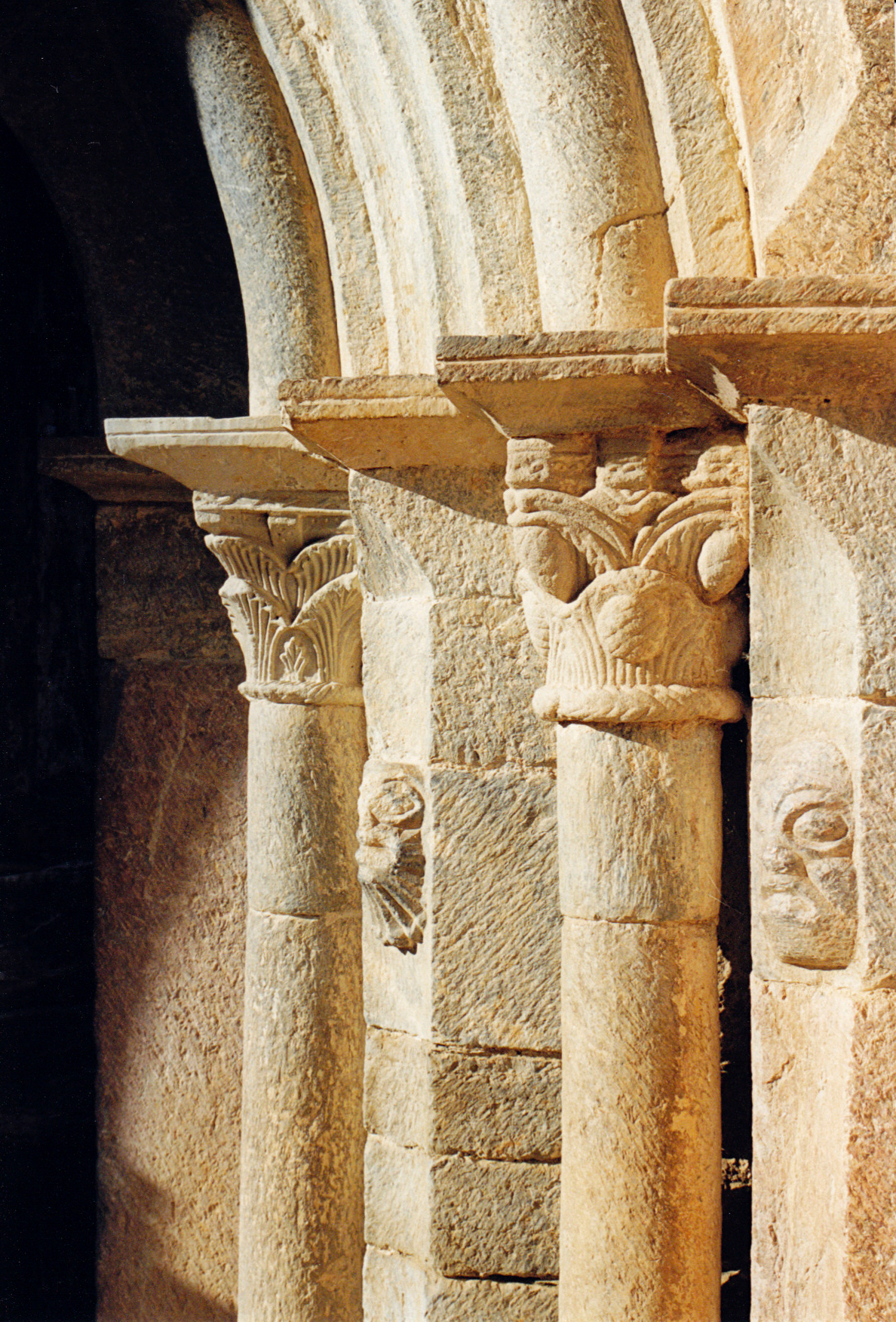
Colonnes, chapiteaux et masques humains.